# Dino Dan
Dino Dan ist eine kanadisch-amerikanische Fernsehserie für Kinder im Alter von 2 bis 17 Jahren. Erfunden und produziert wurde die Serie von J.J Johnson in Toronto / Kanada zusammen mit Sinking Ship Entertainment. In Deutschland wurde die Serie zwischen dem 26. Januar in KI.KA und dem 10. März 2013 samstags und sonntags im Ersten ausgestrahlt.

## Handlung
Dan Henderson ist eigentlich ein ganz gewöhnlicher zehnjähriger Junge. Nur, dass er sein Leben mit Dinosauriern teilt! Und obwohl Dan der einzige ist, der die Dinos sehen kann, spielen sie im Leben seiner Freunde, seiner Familie und Lehrer durch Dan eine Rolle. Bei „Dino Dan“ lauern die Dinosaurier hinter jeder Ecke, stecken hinter jedem Geheimnis, heizen Abenteuer an und helfen dabei, Fragen zu beantworten. Er nutzt seine Fantasie, um die Giganten der Urzeit lebendig werden zu lassen. Dan weiß unglaublich viel über Dinos und mit Hilfe seines Bestimmungsbuchs kann er jede Frage beantworten. Sollte es eine Frage geben, auf die weder er noch das Buch eine Antwort wissen, ist es für ihn die Gelegenheit, durch Dinosaurier-Experimente die Antwort herauszufinden. So macht er in jeder Episode ein alltägliches Erlebnis zu einem Dino-Erlebnis.

## Hintergrund
Für die Serie wurden Paläontologen als Berater herangezogen, nach deren Erkenntnissen 3D-Grafiken der Tiere erstellt werden konnten.

## Auszeichnungen
- 2010 Gemini Award als „Best Pre-School TV-Serie“
- 2012 Kidscreen Award für „Bestes TV-Special“.

## Schauspieler
| Series Cast       | Character              |
| ----------------- | ---------------------- |
| Jason Spevack     | Daniel „Dan“ Henderson |
| Ricardo Hoyos     | Ricardo Sanchez        |
| Isaac Durnford    | Cory Schluter          |
| Jaclyn Forbes     | Kami Douglas           |
| Allana Harkin     | Jessica Henderson      |
| Keana Bastidas    | Jordan Miralles        |
| Sydney Kuhne      | Angie Elia             |
| Alana Bridgewater | Mrs. Nicholls          |
| Sarah Carver      | Mrs. Carver            |
| Trek Buccino      | Trek Henderson         |
| Tristan Samuel    | Tristan                |
| Andrea Martin     | Mrs. Hahn              |
| Jayne Eastwood    | Dan’s grandmother      |
| Mark McKinney     | Mr. Drumheller         |

## Episodenguide
1. Huhn oder Dino
2. Dinos aus Pappe
3. Dino-Maskenball
4. Waldhorn-Alarm
5. Der Schuhdieb
6. Drachenstunde
7. Bitte zubeissen!
8. Schneesaurier
9. Fisch oder Fleisch
10. Der Puposaurus
11. Kalte Dinos
12. Dinos Geheimwaffe
13. Dinos unterm Dach
14. Die Dino-Cam
15. Karate-Dino
16. Aufgespürt
17. Die Dino-Delle
18. Du bist!
19. Die Dino-Falle
20. Großer böser Dino
21. Dino, wie heißt du?
22. Die Dino-Feder
23. Dino Kino
24. Kampf oder Flucht
25. Bunte Dinos
26. Weihnachts-Dinos
27. Der Riesenfisch
28. Bitte lächeln, Dino
29. Dinositter Doug
30. Die Nase des T-Rex
31. Backe backe Dino
32. Dino-Trainer Dan
33. Dinos Verwandte
34. Dino in der Radarfalle
35. Auf die Plätze, fertig, Dino!
36. Gute Nacht, kleiner Dino
37. Dino unter Verdacht
38. Teamwork
39. Die Dino-Tränke
40. Der Dino-Tanz
41. Die Dino-Piraten
42. Das Dino-Rennen
43. Rettet die Sandburg
44. Sag was, Dino
45. Das falsche Ei
46. Dino – hautnah
47. Hungrige Kegelbrüder
48. Sag Ah, Dino
49. Die Dino-Daune
50. Zeitreise zu den Dinos
51. Die Dino-Kralle – 1. Teil
52. Die Dino-Kralle – 2. Teil